# Nicolas Saint-Ruf
Nicolas Saint-Ruf (Rouen, 24 de outubro de 1992) é um futebolista profissional francês que atua como defensor. Atualmente joga pelo Orléans, mesmo nascido na França ele joga pela Seleção Guadalupense de Futebol.

## Carreira
Natural de Rouen, Nicolas Saint-Ruf estreou no futebol no CMS Oissel antes de ingressar no Racing Club de Lens aos 12 anos. Em 2012, estreou na Ligue 2 pelo clube do norte, depois ingressou no Montpellier em 2014. Em janeiro de 2017, foi transferido para o Bastia. Após os contratempos do clube, ele foi forçado a deixar Córsega. Ele se inscreveu em julho de 2017 no Nancy. No final do contrato no verão de 2019, ingressou no Orléans, clube ao qual já havia sido emprestado durante a temporada 2015-2016.

## Carreira internacional
De origem guadalupe, Nicolas Saint-Ruf é convocado pela primeira vez para a seleção guadalupense em março de 2022 em amistosos contra Cabo-Verde e Martinica.